# Aquilegia transsilvanica
Aquilegia transsilvanica là một loài thực vật có hoa trong họ Mao lương. Loài này được Schur mô tả khoa học đầu tiên năm 1852.